# Йодид калия (лекарственное средство)
Йоди́д ка́лия применяется в качестве активного вещества в лекарственных препаратах и биологически активных добавках. Как лекарственное средство используется при лечении гипотиреоза и для профилактики внутреннего облучения щитовидной железы (при использовании некоторых радиоактивных фармацевтических препаратов и при угрозе попадания в организм радиоактивного иода, например во время радиационных аварий).

## Фармакологическое действие
Фармакологическое действие — восполняющее дефицит иода, антитиреоидное, муколитическое, отхаркивающее, противогрибковое, рассасывающее, радиопротективное. При поступлении в организм в физиологических количествах йодид нормализует нарушенный из-за недостатка иода синтез гормонов щитовидной железы — трийодтиронина (Т3) и тироксина (Т4), нормализует показатели соотношения Т3/Т4. В клетках эпителия фолликула щитовидной железы под действием тиреопероксидазы окисляется до элементарного иода, который обеспечивает йодирование тирозиновых остатков на боковых цепях молекулы тиреоглобулина с образованием предшественников тиреоидных гормонов — моноиодтирозинов (МИТ) и дииодтирозинов (ДИТ), при этом из 140 тирозиновых остатков, входящих в состав тиреоглобулина, йодированию подвергается лишь 1/5 часть. Под действием окислительных ферментов МИТ и ДИТ конденсируются с образованием тиронинов, основными из которых являются трийодтиронин (Т3) и тироксин (Т4). Комплекс тиреоглобулина с тиронинами путём эндоцитоза перемещается из коллоида в фолликулярную клетку, где депонируется. Высвобождение тиреоидных гормонов из связи с тиреоглобулином происходит в апикальной части тиреоцита посредством гидролиза лизосомальными ферментами. В результате гидролиза тиреоглобулина высвобождается ряд соединений, в том числе трийодтиронин и тироксин, а также МИТ и ДИТ. Последние дейодируются внутри железы, и высвободившийся иод вновь используется для биосинтеза гормонов.
Введение значительного избытка йодида (более 6 мг ежедневно) при гипертиреозе по принципу обратной связи приводит к подавлению синтеза и высвобождения тиреотропного гормона гипофиза, ингибирует синтез и высвобождение (преимущественно) тиреоидных гормонов, возможно за счёт подавления протеолиза тиреоглобулина. Кроме того, йодид уменьшает васкуляризацию и размеры щитовидной железы, уплотняет её ткань, препятствует гиперплазии щитовидной железы и восстанавливает её размеры у детей и подростков.
У пациентов с гипертиреозом быстро вызывает ремиссию симптомов, в связи с чем большие дозы йодида применяют при предоперационной подготовке больных к резекции щитовидной железы для облегчения тиреоидэктомии (вместе с другими антитиреоидными средствами) и при тиреотоксическом кризе. Антитиреоидный эффект йодида нестойкий — продолжается всего 2-3 недели и используется для временного снижения функции щитовидной железы.
Радиопротективное действие йодида обусловлено тем, что он предотвращает поглощение щитовидной железой радиоактивных изотопов иода и таким образом защищает её от действия ионизирующей радиации при распаде последних. При приёме йодида калия одновременно с воздействием радиоактивного иода-131 защитный эффект составляет около 97 %; при приеме за 12 и 24 ч до воздействия радиоиода — 90 % и 70 % соответственно, при приеме через 1 и 3 ч после воздействия радиоиода — 85 % и 50 %, более чем через 6 ч — эффект незначительный. Йодид калия, как и другие препараты иода, не защищает от радиации как таковой, он уменьшает количество атомов радиоактивного иода, поглощаемых щитовидной железой, поэтому приём этих препаратов для защиты от других видов облучения неэффективен.
Отхаркивающее действие связано с тем, что йодид, выделяясь бронхиальными слизистыми железами, вызывает реактивную гиперемию слизистой, способствует разжижению мокроты, в том числе вследствие увеличения содержания в секрете воды, усиливает функцию мерцательного эпителия и повышает мукоцилиарный клиренс.
Имеются данные об эффективности йодида при узловатой эритеме и грибковых инфекциях.

## Фармакокинетика
После приема внутрь быстро и полностью всасывается в тонком кишечнике и в течение 2 ч распределяется во внутриклеточном пространстве. Накапливается в основном в щитовидной железе (концентрация йодида более 500 мкг/г ткани), а также в слюнных и молочных железах, слизистой желудка. Хорошо проникает через плаценту. Выводится преимущественно почками (следовые количества определяются в моче через 10 мин после приема, 80 % дозы выводится в течение 48 ч, остальная часть — в течение 10-20 дней), частично — с секретами слюнных, бронхиальных, потовых и других желез.

## Показания
- Профилактика иододефицитных заболеваний (эндемический зоб и др.) в областях с дефицитом иода, в том числе у детей, подростков, беременных и кормящих женщин, предотвращение рецидива зоба после резекции щитовидной железы;
- Лечение зоба и других иоддефицитных заболеваний у детей (в том числе новорождённых), подростков и взрослых;
- Гипертиреоз, подготовка к резекции щитовидной железы, тиреотоксический криз;
- Затруднённое отхождение мокроты (воспалительные заболевания верхних дыхательных путей, бронхиальная астма, актиномикоз легких, некоторые формы аспергиллёза);
- Предотвращение поглощения щитовидной железой радиоактивного иода при радиационных авариях;
- Сифилис (рассасывание инфильтратов в третичном периоде) — вспомогательное лечение;
- В офтальмологии: катаракта, помутнение роговицы и стекловидного тела, кровоизлияние в оболочки глаза, грибковые поражения конъюнктивы и роговицы;
- В стоматологии: воспалительные заболевания слюнных желез, ксеростомия.

## Противопоказания
Гиперчувствительность к йоду, выраженная и скрытая (для доз, превышающих 150 мкг/сут) гиперфункция щитовидной железы, токсическая аденома щитовидной железы, узловой зоб и другие доброкачественные опухоли щитовидной железы (для доз, превышающих 300 мкг/сут, за исключением предоперационной йодотерапии), герпетиформный дерматит Дюринга, туберкулёз легких, нефрит, геморрагический диатез, нефроз, фурункулёз, угревая сыпь, пиодермия.

### С осторожностью
Беременность, кормление грудью.
Во время беременности и кормления грудью возможно применение только в физиологических (профилактических) дозах. Применение во время беременности может привести к угнетению функции щитовидной железы (гипотиреозу) и увеличению её размеров у плода, а в период кормления грудью — к появлению сыпи и понижению функции щитовидной железы у новорождённого (при дозах свыше 300 мкг йода в день грудное вскармливание следует прекратить).

## Побочные действия
- Со стороны органов желудочно-кишечного тракта: тошнота, рвота, диспептические явления, гастралгия, диарея.
- Со стороны нервной системы и органов чувств: беспокойство, головная боль.
- Аллергические реакции: ангиоэдема, геморрагии на коже и слизистых, отёк слюнных желез, крапивница.
- Прочие: изменение функции щитовидной железы (гипертиреоз, гипотиреоз), гиперкалиемия, паротит, йодная токсичность (спутанность сознания, нерегулярные сердечные сокращения; онемение, покалывание, боль или слабость в руках и ступнях ног; необычная вялость, слабость или тяжесть в ногах); йодизм (при длительном применении, особенно в высоких дозах): жжение во рту или горле, металлический привкус во рту, повышенное слюноотделение, болезненность зубов и дёсен, покраснение конъюнктивы, отёк век, ринит, лихорадка, артралгия, акне, дерматит (эксфолиативный и др.), эозинофилия.

### Передозировка
Симптомы острой передозировки: окрашивание слизистой оболочки полости рта в коричневый цвет, ринит, бронхит, гастроэнтерит, отёк голосовых связок, кровотечение из мочевыводящих путей, анурия, коллапс (вплоть до летального исхода).
Лечение острой передозировки: промывание желудка раствором крахмала (до исчезновения синей окраски раствора) и 1 % раствором натрия тиосульфата, приём кашицы из муки, кукурузного, картофельного, рисового или овсяного густого отвара, симптоматическая и поддерживающая терапия.

## Взаимодействие
Антитиреоидный эффект усиливают (взаимно) антитиреоидные препараты. Тиреотропный гормон активирует аккумуляцию йода щитовидной железой, перхлорат и тиоцианат калия — тормозят. Приём высоких доз йодида одновременно с калийсберегающими диуретиками повышает риск развития гиперкалиемии и аритмии. При одновременном приёме с ингибиторами АПФ также повышается риск развития гиперкалиемии, с литием — риск развития гипотиреоза и возникновения зоба.

## Способ применения и дозы
Внутрь, после еды, запивая достаточным количеством жидкости. Профилактика зоба: в 1 приём, взрослым и детям с 12 лет — 100—200 мкг/сут, новорождённым и детям до 12 лет — 50–100 мкг/сут, профилактику проводят в течение нескольких лет, иногда — в течение всей жизни; при беременности и кормлении грудью — 150—200 мкг/сут; профилактика рецидива зоба после резекции — 100—200 мкг/сут. Лечение зоба: взрослым — 200—600 мкг/сут, новорождённым, детям и подросткам — 50–200 мкг/сут, курс лечения — 6–12 мес и более (по решению лечащего врача). Как муколитическое средство: по 2–3 ст. ложки 1–3 % раствора (0,3–1 г) 3–4 раза в сутки. Лечение сифилиса в третичном периоде: по 1 ст. ложке 3 % раствора 3 раза в сутки. Как радиопротективное средство: взрослым и детям старше 2 лет — по 0,125 г 1 раз в сутки, детям до 2 лет — по 0,04 г 1 раз в сутки.
Гипертиреоз: внутрь, по 250 мкг 3 раза в сутки.
В офтальмологии: по 1 капле 3 % раствора (глазные капли) 3 раза в сутки в виде конъюнктивальных инстилляций, курс — 10–15 дней.
В стоматологии: внутрь, по 1 ст. ложке 0,5–2 % раствора 3 раза в сутки в течение 1 мес.

## Меры предосторожности
До начала лечения необходимо исключить злокачественное поражение щитовидной железы. С осторожностью применяют у пациентов с нарушением функции почек (необходим периодический контроль уровня калия в крови).

## Физические свойства субстанции
Бесцветные или белые кубические кристаллы или белый мелкокристаллический порошок горько-солёного вкуса, без запаха. Хорошо поглощает воду из влажного воздуха. Легко растворим в воде (1:0,75), спирте (1:12), глицерине (1:2,5).